# Sociale Alliantiepartij
De Sociale Alliantiepartij (Spaans: Partido Alianza Social, PAS) was een Mexicaanse politieke partij die bestond van 1998 tot 2003.
De partij omschreef zichzelf als christen-socialistisch. Daar veel van haar leden afkomstig waren van de extreemrechtse ultrakatholieke Mexicaanse Democratische Partij (PDM) werd de partij doorgaans echter als rechts-conservatief beschouwd. In de presidentsverkiezingen van 2000 steunde de PAS de presidentskandidatuur van de linkse kandidaat Cuauhtémoc Cárdenas en behaalde de partij twee zetels in de Kamer van Afgevaardigden. Bij de parlementsverkiezingen van 2003 haalde de partij nog slechts 0,74% van de stemmen waarmee zij haar officiële erkenning verloor.
De PAS bestaat momenteel nog als Nationale politieke groepering, maar het bestuur heeft te kennen gegeven de erkenning als partij opnieuw te willen verkrijgen.

## Presidentskandidaten
2000: Cuauhtémoc Cárdenas
PAN · PRI · PVEM · PT · MC · Morena